# Punto (geometria)
In geometria il punto è un concetto primitivo. Intuitivamente equivale a un'entità adimensionale spaziale, per cui può essere considerato semplicemente come una posizione, cioè come una coordinata.
In topologia e analisi matematica, viene spesso chiamato punto un elemento qualunque di uno spazio topologico e, in particolare, di uno spazio funzionale.

## Definizione di punto
Negli Elementi di Euclide, al punto è riservata la prima delle definizioni del I libro, dove si indica che punto è ciò che non ha parti. Il punto è l'ente fondamentale della geometria ed è privo di una qualsiasi dimensione. Tale definizione è di tipo ostensivo cioè avente valenza logica che si realizza nel mostrare ciò di cui ci si vuole occupare.
Con l'assiomatizzazione rigorosa della geometria effettuata da David Hilbert nei Grundlagen der Geometrie il punto, assieme alla retta ed al piano, diventa una delle nozioni primitive della geometria e quindi non è definito. Da notare che sarebbe possibile anche fondare la geometria assumendo come primitiva la nozione di regione e definendo i punti tramite opportune classi di "regioni sempre più piccole". Ricerche in tale direzione, che iniziano con alcune analisi di Alfred North Whitehead, vanno sotto il nome di Geometria senza punti.
Molti preferiscono dare una definizione di questi tre enti fondamentali della geometria e definiscono il punto l'ente che, pur essendo reale, non ha dimensioni.

## Punti in geometria euclidea
Un punto nella geometria euclidea non ha grandezze di alcun tipo (volume, area, lunghezza), e nessuna caratteristica in generale tranne la sua posizione. I postulati di Euclide asseriscono in alcuni casi l'esistenza di punti; un esempio: se due linee in un piano non sono parallele, c'è esattamente un punto che appartiene ad entrambe.
Tre o più punti nello spazio si dicono allineati se sono contenuti in una retta. Quattro o più punti nello spazio si dicono complanari se sono contenuti in un piano.

### Proprietà
Nella geometria euclidea il punto è in relazione con gli altri enti geometrici fondamentali, quali la retta e il piano. Ad esempio:
- Per ogni punto nel piano passano infinite rette.
- Per due punti distinti passa una e una sola retta.
- Per tre punti non allineati passa un solo piano.
- Per tre punti non allineati passa una sola circonferenza.
- Una linea o una retta sono una successione infinita di punti.

## Punti in geometria cartesiana
Nella geometria cartesiana del piano e dello spazio euclideo un punto è identificato da un insieme ordinato di coordinate. Quindi un punto nello spazio tridimensionale è rappresentato da una terna ordinata di numeri, ad esempio: {\displaystyle P=(2,6,9).}
In generale, un punto in uno spazio euclideo di dimensione {\displaystyle n} è una successione di {\displaystyle n} numeri. In questo contesto i punti possono essere identificati con i vettori (applicati nell'origine).
Le proprietà elencate sopra possono essere estese ad uno spazio euclideo di dimensione arbitraria nel modo seguente:
- Per {\displaystyle n} punti non contenuti in un sottospazio affine di dimensione {\displaystyle n-2} passa uno e uno solo sottospazio affine di dimensione {\displaystyle n-1.}

Oppure possono essere estese a oggetti curvi, quali curve e superfici, ad esempio nel modo seguente:
- Per cinque punti del piano (in cui ogni terna non è allineata) passa una e una sola conica.